# Danmark ved sommer-OL 1964
Danmark deltog ved Sommer-OL 1964 med 63 sportsudøvere i ti sportsgrene i Tokyo. Danmark kom på attendepladsen med to guld- én sølv- og tre bronzemedaljer.

## Medaljer
| 1964 Tokyo | Guld | Sølv | Bronze | Total |
| Danmark    | 2    | 1    | 3      | 6     |

## Medaljevinderne
| Danmark under sommer-OL 1964 i Tokyo | Danmark under sommer-OL 1964 i Tokyo                | Danmark under sommer-OL 1964 i Tokyo | Danmark under sommer-OL 1964 i Tokyo | Danmark under sommer-OL 1964 i Tokyo  | Danmark under sommer-OL 1964 i Tokyo |
| Medaljer                             | Udøver                                              | Sport                                | H/D                                  | Øvelse                                | Resultat                             |
| ------------------------------------ | --------------------------------------------------- | ------------------------------------ | ------------------------------------ | ------------------------------------- | ------------------------------------ |
| Guld                                 | John Ørsted Erik Petersen Kurt Helmudt Bjørn Hasløv | Roning                               | Herrer                               | Firer uden styrmand                   | 6:59,30                              |
| Guld                                 | Ole Berntsen Christian von Bülow Ole Poulsen        | Sejlsport                            | Herrer                               | Drage                                 | 5854 points                          |
| Sølv                                 | Kjell Rodian                                        | Cykelsport                           | Herrer                               | Linjeløb                              | 4:39:51,65                           |
| Bronze                               | Henning Wind                                        | Sejlsport                            | Herrer                               | Finnjolle                             | 6190 points                          |
| Bronze                               | Preben Isaksson                                     | Cykelsport                           | Herrer                               | 4000 meter individuel forfølgelsesløb | 5:01,90                              |
| Bronze                               | Peer Norrbohm Nielsen John Rungsted Sørensen        | Kano og kajak                        | Herrer                               | C-2 1000 meter                        | 4:07,48                              |